# Mistrzostwa Świata w Piłce Nożnej 2010 (eliminacje strefy UEFA)
W eliminacjach do MŚ 2010 ze strefy UEFA wzięło udział 53 narodowych reprezentacji Europy, które walczyły o 13 miejsc. Po raz pierwszy wzięła w nich udział Czarnogóra.

## Format
W 8 grupach po 6 zespołów i 1 grupie składającej się z 5 zespołów zmierzą się 53 reprezentacje narodowe.
Najlepsze drużyny z 9 grup automatycznie zakwalifikowały się do Mistrzostw Świata, a 8 najlepszych drużyn z drugich miejsc wzięło udział w barażach o pozostałe 4 miejsca. W przypadku grup 6-zespołowych do rankingu drugich miejsc nie były brane wyniki uzyskane z ostatnią drużyną w grupie.

### Podział na koszyki
| Koszyk 1                                                                                      | Koszyk 2                                                                             | Koszyk 3                                                                                           | Koszyk 4                                                                                             | Koszyk 5                                                                                        | Koszyk 6                                                                                        |
| --------------------------------------------------------------------------------------------- | ------------------------------------------------------------------------------------ | -------------------------------------------------------------------------------------------------- | --- | ----------------------------------------------------------------------------------------------- | ----------------------------------------------------------------------------------------------- |
| - Włochy - Hiszpania - Niemcy - Czechy - Francja - Portugalia - Holandia - Chorwacja - Grecja | - Anglia - Rumunia - Szkocja - Turcja - Bułgaria - Rosja - Polska - Szwecja - Izrael | - Norwegia - Ukraina - Serbia - Dania - Irlandia Płn. - Irlandia - Finlandia - Szwajcaria - Belgia | - Słowacja - Bośnia i Her. - Węgry - Mołdawia - Walia - Macedonia Północna - Białoruś - Litwa - Cypr | - Gruzja - Albania - Słowenia - Łotwa - Islandia - Armenia - Austria - Kazachstan - Azerbejdżan | - Liechtenstein - Estonia - Malta - Luksemburg - Czarnogóra - Andora - Wyspy Owcze - San Marino |

## Runda grupowa

### Grupa 1
| Miejsce | Drużyna    | Mecze | Punkty | Zwyc. | Rem. | Por. | Bramki |
| ------- | ---------- | ----- | ------ | ----- | ---- | ---- | ------ |
| 1       | Dania      | 10    | 21     | 6     | 3    | 1    | 16 - 5 |
| 2       | Portugalia | 10    | 19     | 5     | 4    | 1    | 17 - 5 |
| 3       | Szwecja    | 10    | 18     | 5     | 3    | 2    | 13 - 5 |
| 4       | Węgry      | 10    | 16     | 5     | 1    | 4    | 10 - 8 |
| 5       | Albania    | 10    | 7      | 1     | 4    | 5    | 6 - 13 |
| 6       | Malta      | 10    | 1      | 0     | 1    | 9    | 0 - 26 |

Stan na: 15 października 2009
Uwagi:
- Dania zapewniła sobie udział w MŚ 2010
- Portugalia zapewniła sobie udział w barażach do MŚ 2010

### Grupa 2
| Miejsce | Drużyna    | Mecze | Punkty | Zwyc. | Rem. | Por. | Bramki  |
| ------- | ---------- | ----- | ------ | ----- | ---- | ---- | ------- |
| 1       | Szwajcaria | 10    | 21     | 6     | 3    | 1    | 18 - 8  |
| 2       | Grecja     | 10    | 20     | 6     | 2    | 2    | 20 - 10 |
| 3       | Łotwa      | 10    | 17     | 5     | 2    | 3    | 18 - 15 |
| 4       | Izrael     | 10    | 16     | 4     | 4    | 2    | 20 - 10 |
| 5       | Luksemburg | 10    | 5      | 1     | 2    | 7    | 4 - 25  |
| 6       | Mołdawia   | 10    | 3      | 0     | 3    | 7    | 6 - 18  |

Stan na: 15 października 2009
Uwagi:
- Szwajcaria zapewniła sobie udział w MŚ 2010
- Grecja zapewniła sobie udział w barażach do MŚ 2010

### Grupa 3
| Miejsce | Drużyna           | Mecze | Punkty | Zwyc. | Rem. | Por. | Bramki |
| ------- | ----------------- | ----- | ------ | ----- | ---- | ---- | ------ |
| 1       | Słowacja          | 10    | 22     | 7     | 1    | 2    | 22-10  |
| 2       | Słowenia          | 10    | 20     | 6     | 2    | 2    | 18-4   |
| 3       | Czechy            | 10    | 16     | 4     | 4    | 2    | 17-6   |
| 4       | Irlandia Północna | 10    | 15     | 4     | 3    | 3    | 13-9   |
| 5       | Polska            | 10    | 11     | 3     | 2    | 5    | 19-14  |
| 6       | San Marino        | 10    | 0      | 0     | 0    | 10   | 1-47   |

Stan na: 15 października 2009
Uwagi:
- Słowacja zapewniła sobie udział w MŚ 2010
- Słowenia zapewniła sobie udział w barażach do MŚ 2010

### Grupa 4
| Miejsce | Drużyna       | Mecze | Punkty | Zwyc. | Rem. | Por. | Bramki |
| ------- | ------------- | ----- | ------ | ----- | ---- | ---- | ------ |
| 1       | Niemcy        | 10    | 26     | 8     | 2    | 0    | 26-5   |
| 2       | Rosja         | 10    | 22     | 7     | 1    | 2    | 19-6   |
| 3       | Finlandia     | 10    | 18     | 5     | 3    | 2    | 14-14  |
| 4       | Walia         | 10    | 12     | 4     | 0    | 6    | 9-12   |
| 5       | Azerbejdżan   | 10    | 5      | 1     | 2    | 7    | 4-14   |
| 6       | Liechtenstein | 10    | 2      | 0     | 2    | 8    | 2-23   |

Stan na: 15 października 2009
Uwagi:
- Niemcy zapewniły sobie udział w MŚ 2010
- Rosja zapewniła sobie udział w barażach do MŚ 2010

### Grupa 5
| Miejsce | Drużyna              | Mecze | Punkty | Zwyc. | Rem. | Por. | Bramki  |
| ------- | -------------------- | ----- | ------ | ----- | ---- | ---- | ------- |
| 1       | Hiszpania            | 10    | 30     | 10    | 0    | 0    | 28 - 5  |
| 2       | Bośnia i Hercegowina | 10    | 19     | 6     | 1    | 3    | 25 - 13 |
| 3       | Turcja               | 10    | 15     | 4     | 3    | 3    | 13 - 10 |
| 4       | Belgia               | 10    | 10     | 3     | 1    | 6    | 13 - 20 |
| 5       | Estonia              | 10    | 8      | 2     | 2    | 6    | 9 - 24  |
| 6       | Armenia              | 10    | 4      | 1     | 1    | 8    | 6 - 22  |

Stan na: 15 października 2009
Uwagi:
- Hiszpania zapewniła sobie udział w MŚ 2010
- Bośnia i Hercegowina zapewniła sobie udział w barażach do MŚ 2010

### Grupa 6
| Miejsce | Drużyna    | Mecze | Punkty | Zwyc. | Rem. | Por. | Bramki |
| ------- | ---------- | ----- | ------ | ----- | ---- | ---- | ------ |
| 1       | Anglia     | 10    | 27     | 9     | 0    | 1    | 34-6   |
| 2       | Ukraina    | 10    | 21     | 6     | 3    | 1    | 21-6   |
| 3       | Chorwacja  | 10    | 20     | 6     | 2    | 2    | 19-13  |
| 4       | Białoruś   | 10    | 13     | 4     | 1    | 5    | 19-14  |
| 5       | Kazachstan | 10    | 6      | 2     | 0    | 8    | 11-29  |
| 6       | Andora     | 10    | 0      | 0     | 0    | 10   | 3-39   |

Stan na: 15 października 2009
Uwagi:
- Anglia zapewniła sobie udział w MŚ 2010
- Ukraina zapewniła sobie udział w barażach do MŚ 2010

### Grupa 7
| Miejsce | Drużyna     | Mecze | Punkty | Zwyc. | Rem. | Por. | Bramki |
| ------- | ----------- | ----- | ------ | ----- | ---- | ---- | ------ |
| 1       | Serbia      | 10    | 22     | 7     | 1    | 2    | 22-8   |
| 2       | Francja     | 10    | 21     | 6     | 3    | 1    | 18-9   |
| 3       | Austria     | 10    | 14     | 4     | 2    | 4    | 14-15  |
| 4       | Litwa       | 10    | 12     | 4     | 0    | 6    | 10-11  |
| 5       | Rumunia     | 10    | 12     | 3     | 3    | 4    | 12-18  |
| 6       | Wyspy Owcze | 10    | 4      | 1     | 1    | 8    | 5-20   |

Stan na: 15 października 2009
Uwagi:
- Serbia zapewniła sobie udział w MŚ 2010
- Francja zapewniła sobie udział w barażach do MŚ 2010

### Grupa 8
| Miejsce | Drużyna    | Mecze | Punkty | Zwyc. | Rem. | Por. | Bramki |
| ------- | ---------- | ----- | ------ | ----- | ---- | ---- | ------ |
| 1       | Włochy     | 10    | 24     | 7     | 3    | 0    | 18-7   |
| 2       | Irlandia   | 10    | 18     | 4     | 6    | 0    | 12-8   |
| 3       | Bułgaria   | 10    | 14     | 3     | 5    | 2    | 17-13  |
| 4       | Cypr       | 10    | 9      | 2     | 3    | 5    | 14-16  |
| 5       | Czarnogóra | 10    | 9      | 1     | 6    | 3    | 9-14   |
| 6       | Gruzja     | 10    | 3      | 0     | 3    | 7    | 7-19   |

Stan na: 15 października 2009
Uwagi:
- Włochy zapewniły sobie udział w MŚ 2010
- Irlandia zapewniła sobie udział w barażach do MŚ 2010

### Grupa 9
| Miejsce | Drużyna            | Mecze | Punkty | Zwyc. | Rem. | Por. | Bramki |
| ------- | ------------------ | ----- | ------ | ----- | ---- | ---- | ------ |
| 1       | Holandia           | 8     | 24     | 8     | 0    | 0    | 17-2   |
| 2       | Norwegia           | 8     | 10     | 2     | 4    | 2    | 9-7    |
| 3       | Szkocja            | 8     | 10     | 3     | 1    | 4    | 6-11   |
| 4       | Macedonia Północna | 8     | 7      | 2     | 1    | 5    | 5-11   |
| 5       | Islandia           | 8     | 5      | 1     | 2    | 5    | 7-13   |

Stan na: 15 października 2009
Uwagi:
- Holandia zapewniła sobie awans do MŚ 2010
- Norwegia nie wystąpiła w barażach, gdyż jej dorobek punktowy był niewystarczający

## Baraże
Osiem najlepszych reprezentacji, które w swoich grupach zajęły drugie miejsca, zagrało w barażach. Aby wyłonić wspomniane osiem drużyn z dziewięciu grup eliminacyjnych stworzona została specjalna tabela. Drużyny zajmujące drugie miejsca w swoich grupach mają odliczone punkty zdobyte w meczach z drużynami z ostatnich miejsc w swoich grupach (oprócz drugiej drużyny z grupy 9)

Po wyłonieniu 8 najlepszych drużyn rozlosowane były pary barażowe. Zwycięzcy meczów (mecz i rewanż) awansowali do Finałów Mistrzostw Świata 2010.
| Grupa | Zespół               | Mecze | Punkty | W | R | P | Bramki | Uwagi |
| ----- | -------------------- | ----- | ------ | - | - | - | ------ | ----- |
| 4     | Rosja                | 8     | 16     | 5 | 1 | 2 | 15 - 6 |       |
| 2     | Grecja               | 8     | 16     | 5 | 1 | 2 | 16 - 9 |       |
| 6     | Ukraina              | 8     | 15     | 4 | 3 | 1 | 10 - 6 |       |
| 7     | Francja              | 8     | 15     | 4 | 3 | 1 | 12 - 9 |       |
| 3     | Słowenia             | 8     | 14     | 4 | 2 | 2 | 10 - 4 |       |
| 5     | Bośnia i Hercegowina | 8     | 13     | 4 | 1 | 3 | 19 - 2 |       |
| 1     | Portugalia           | 8     | 13     | 3 | 4 | 1 | 9 - 5  |       |
| 8     | Irlandia             | 8     | 12     | 2 | 6 | 0 | 8 - 6  |       |
| 9     | Norwegia             | 8     | 10     | 2 | 4 | 2 | 9 - 7  |       |

19 października 2009 w losowaniu wyłoniono następujące pary barażowe: Irlandia - Francja, Portugalia - Bośnia i Hercegowina, Grecja - Ukraina oraz Rosja - Słowenia. Mecze odbyły się 14 i 18 listopada (mecz i rewanż).

## Strzelcy
Stan na koniec eliminacji
| Lp | Zawodnik                     | Drużyna              | Bramki |
| -- | ---------------------------- | -------------------- | ------ |
| 1  | Teofanis Gekas               | Grecja               | 10     |
| 2  | Wayne Rooney                 | Anglia               | 9      |
| -  | Edin Džeko                   | Bośnia i Hercegowina | 9      |
| 4  | David Villa                  | Hiszpania            | 7      |
| -  | Miroslav Klose               | Niemcy               | 7      |
| 6  | Wesley Sonck                 | Belgia               | 6      |
| -  | Euzebiusz Smolarek           | Polska               | 6      |
| -  | Stanislav Šesták             | Słowacja             | 6      |
| -  | Lukas Podolski               | Niemcy               | 6      |
| -  | Andrij Szewczenko            | Ukraina              | 6      |
|    | Zobacz pełną klasyfikację... |                      |        |